# Семёнов, Янис Игоревич
Янис Игоревич Семёнов (род. 14 апреля 1981 года, Ленинград) — музыкант, барабанщик, перкуссионист. Известен как по работе в группе «Торба-на-Круче», так и в качестве сессионного барабанщика.

## Биография
Янис Семёнов родился в музыкальной семье (отец Игорь Семёнов — вокалист группы «Присутствие» и лидер группы «РОК ШТАТ», мать Алла — певица). Музыкой стал заниматься с 4 лет, под пристальным наблюдением отца. В 6 лет пошёл учиться в музыкальную школу г. Ломоносова по классу барабанов. Через 1,5 года учебы бросил школу из-за разногласий с преподавателем по классу фортепиано. В дальнейшем учился играть самостоятельно. В практических занятиях Янису помогали известные петербургские музыканты: Александр Воронов (Tequilajazzz), Игорь Тихомиров («Джунгли», «Кино»), Юрий Щербаков («Присутствие», «РОК ШТАТ»), Борис Шавейников («РОК ШТАТ», «АукцЫон»). В 1989 году Игорь Семёнов поместил свою фотографию с сыном на обложку альбома «Рисунок» (1990) группы «РОК ШТАТ».
В 1990—1992 годах Янис с родителями жил в Париже, где продолжал заниматься музыкой, не только играя на ударных, но и подпевая отцу на концертах. Встречался с такими музыкантами, как Роберт Плант и группы Aerosmith и Poison.
В качестве барабанщика Янис Семёнов дебютировал в группе «РОК ШТАТ». Юного музыканта оценили по достоинству выступавшие c ним на одной сцене Александр Воронов и Игорь Доценко из ДДТ.
Позднее в группе «РОК ШТАТ» бас-гитаристом стал Константин Кокорин. В 1996 году Кокорин и Семёнов начали играть в петербургской группе Jet. На одном из многочисленных клубных концертов Семёнов познакомился с группой «Торба-на-Круче». В августе 2003 года «Торба-на-Круче» пригласила Яниса Семёнова записать партии барабанов для второго альбома группы. Осенью того же года Янис стал полноправным участником коллектива.
В июле 2012 года Янис покинул «Торбу-на-Круче».

## Участие в музыкальных проектах
- Рок-Штат
- Jet
- Сергей Боярский
- Торба-на-Круче
- Вячеслав Ковалёв

## Участие в записях
- «Восход» (Jet, 2001)
- «Радиоволна» (Jet, 2003)
- «Сергей Боярский» (Сергей Боярский, 2003)
- «Час времени» (Торба-на-Круче, 2004)
- «Почему бы и нет…» (Вячеслав Ковалёв, 2007)
- «57°00'» (Торба-на-Круче, 2007)
- «Парашют» (Вячеслав Ковалёв, 2008)
- «Так не бывает» (Торба-на-Круче, 2008)
- «Несбыточная» (Торба-на-Круче, 2009)
- «Три» (Торба-на-Круче, 2010)
- «Пти» (Торба-на-Круче, 2010)
- «Х» (Торба-на-Круче, 2011)